# Otira indura
Otira indura là một loài nhện trong họ Amaurobiidae.
Loài này thuộc chi Otira. Otira indura được miêu tả năm 1973 bởi Raymond Robert Forster & Wilton.